# 黄花直瓣苣苔
黄花直瓣苣苔（学名：Ancylostemon gamosepalus）为苦苣苔科直瓣苣苔属下的一个种。其种加词“Gamosepalus”意为“花萼合生的”。
现接受名为黄花直瓣苣苔（Oreocharis gamosepala (K.Y.Pan) Mich.Möller & A.Weber, 2011）。